# Nowy Casnik
Nowy Casnik (Nou Diari) és un setmanari escrit en baix sòrab i l'alemany. És el successor del primer full diari baix sòrab anomenat Bramborski Serbski Casnik, que va aparèixer per primera vegada el 1848. Nowy Casnik va ser prohibit sota el règim nazi. El diari tornà a obrir el 1947, inicialment com a suplement del diari alt sòrab Nowa Doba fins que es tornà a publicar el 1954 com a diari setmanal independent.
Actual director és Gregory Wieczorek, que se'n va fer càrrec el 2005 en substitució de Horst Adam. El tiratge de Nowy Casnik l'any 2004 es va situar en 1.100 exemplars.